# Sloanea chocoana
Sloanea chocoana är en tvåhjärtbladig växtart som beskrevs av Pal.-duque. Sloanea chocoana ingår i släktet Sloanea och familjen Elaeocarpaceae. Inga underarter finns listade i Catalogue of Life.